# Ligne de Bettembourg à Aspelt
La ligne de Bettembourg à Aspelt, est une ancienne ligne de chemin de fer à voie métrique de 10,19 km de long qui reliait Bettembourg à Aspelt.
Exploitée en 1899 par les Chemins de fer vicinaux (CV), qui en délègue l'exploitation à la Société anonyme pour l'exploitation de chemins de fer régionaux en Belgique  puis à la Société des chemins de fer secondaires luxembourgeois (CSL) à partir de 1911, puis à la Société anonyme luxembourgeoise des chemins de fer et minières Prince-Henri (PH) à partir de 1919. Elle est ensuite exploitée par les Chemins de fer à voie étroite (CVE) à partir de 1934 lors de la fusion des trois compagnies exploitant les lignes à voie étroite. La Deutsche Reichsbahn reprend l'exploitation en 1942, sous l'occupation, puis la Société nationale des chemins de fer luxembourgeois en 1946.
La ligne est fermée au trafic voyageurs en 1952, le trafic fret est maintenu jusqu'en 1954.

## Histoire
La construction et l'exploitation de la ligne est autorisée par la loi du 26 juin 1897 et déclarée d'utilité publique par l'arrêté grand-ducal du 6 août 1898.
La construction de la ligne débute dans la foulée et coûtera au total 800 000 francs luxembourgeois, soit le double de ce qui était prévu à l'origine. Elle est connectée à Aspelt à la ligne de Luxembourg à Remich ouverte en 1882.
La ligne est mise en service le 1er septembre 1899 ; après la reprise de l'exploitation en 1919 par le PH, la ligne est rénovée après avoir été négligée par le précédent exploitant.
L'exploitation est interrompue durant la Seconde Guerre mondiale, elle ne reprend qu'en août 1945 ; déficitaire, l'exploitation de la ligne est arrêtée durant les années 1950 : le 8 décembre 1952 pour le trafic voyageurs et en 1954 pour le trafic fret. La ligne a été officiellement fermée et déclassée par l'arrêté grand-ducal du 27 avril 1957 portant « suppression du service ferroviaire sur les lignes à voie étroite de Luxembourg à Echternach, de Luxembourg à Remich et de Bettembourg à Aspelt et autorisation [des CFL] à effectuer la desserte des dites lignes par un service routier à exploiter en régie. ».

## La ligne
Longue de 10,19 km, la ligne Bettembourg-Aspelt avait profil était relativement favorable, avec une déclivité maximale de 20 ‰.
Elle était connectée à une autre ligne à voie métrique : la ligne de Luxembourg à Remich.

## Matériel roulant
Les convois étaient tractés par des locomotives à vapeur.

## Vestiges
La plateforme est encore visible par endroits. L'emprise du faisceau du terminus à Bettembourg sert aujourd'hui de parc relais et de gare routière.